# Église Saint-Maurice de Mervans
L'église Saint-Maurice de Mervans est une église du XIVe siècle consacrée à saint Maurice, avec un clocher tors (ou clocher flammé) de style Renaissance en tuile vernissée de Bourgogne remanié au XIXe siècle. Elle se situe à Mervans en Saône-et-Loire, en Bresse, en Bourgogne-Franche-Comté.

## Historique
L'église Saint-Maurice de Mervans a été construite au XIVe siècle, sur l’emplacement d’une ancienne chapelle romane.
Malgré une restauration en 1893, l'église construite en brique s'effondre entièrement en 1902. Seul le clocher, remarquable par sa toiture (il s'agit d'un « clocher tors »), reste debout ; il avait été restauré en 1894 par l'entrepreneur chalonnais François Bérard d'après un dossier de l'architecte François Dulac. La tour mesure une vingtaine de mètres et la flèche culmine à presque 35 mètres.
Les statues ornant le portail de l'église sont l'œuvre de l'artiste Michel Bouillot.

## Description
L’église, de plan cruciforme, peinte dans des tons rouge orangé et blanc, présente une nef courte voûtée en berceau brisé ; le transept, saillant, est quant à lui voûté d’ogives.

## Mobilier
L'église a conservé une pierre tombale du XVe siècle, visible au sole et classée au titre des objets Monuments historiques dès 1903, qui présente les effigies de Pierre Clément, prêtre, et de Jean Clément, bourgeois de Mervans, l'un et l'autre sous des accolades gothiques fleurdelisées (séparées par le saint patron, Clément).

## Culte
Édifice consacré du diocèse d'Autun relevant de la paroisse de la Sainte-Trinité-en-Bresse (siège à Saint-Germain-du-Bois) – qui en est affectataire au titre de la loi de 1905 –, l'église de Mervans est un lieu de culte catholique.

## Galerie

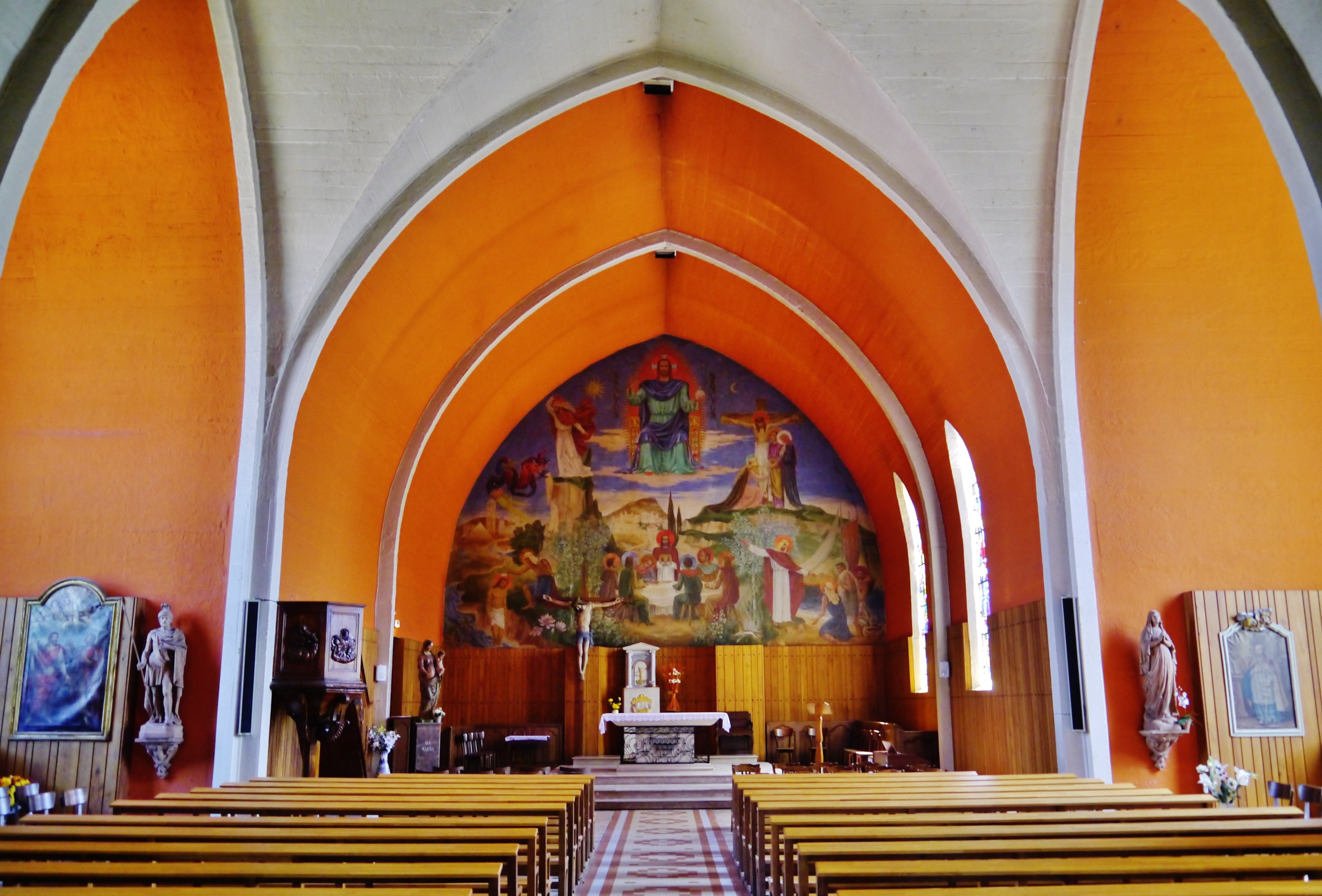
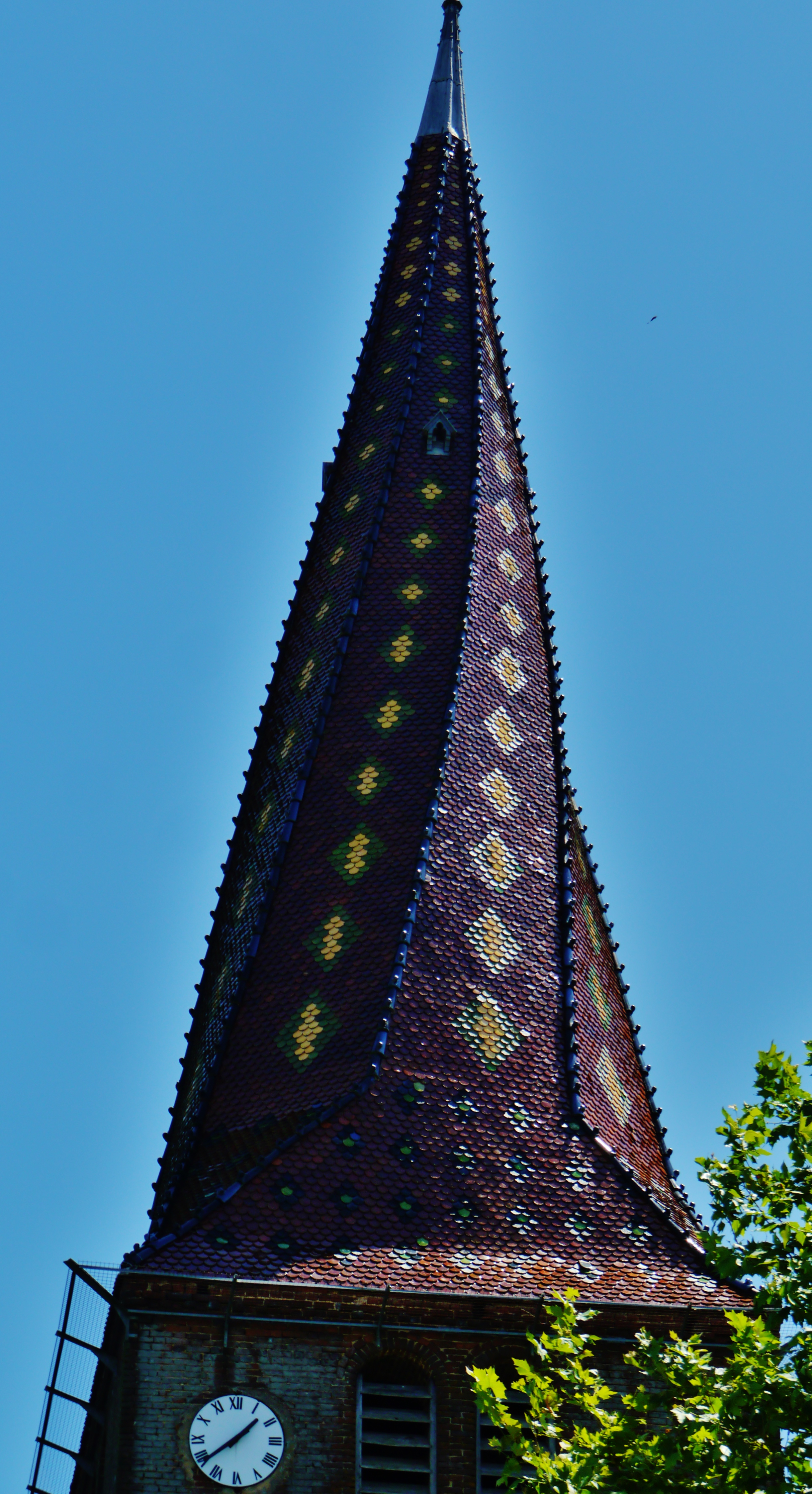
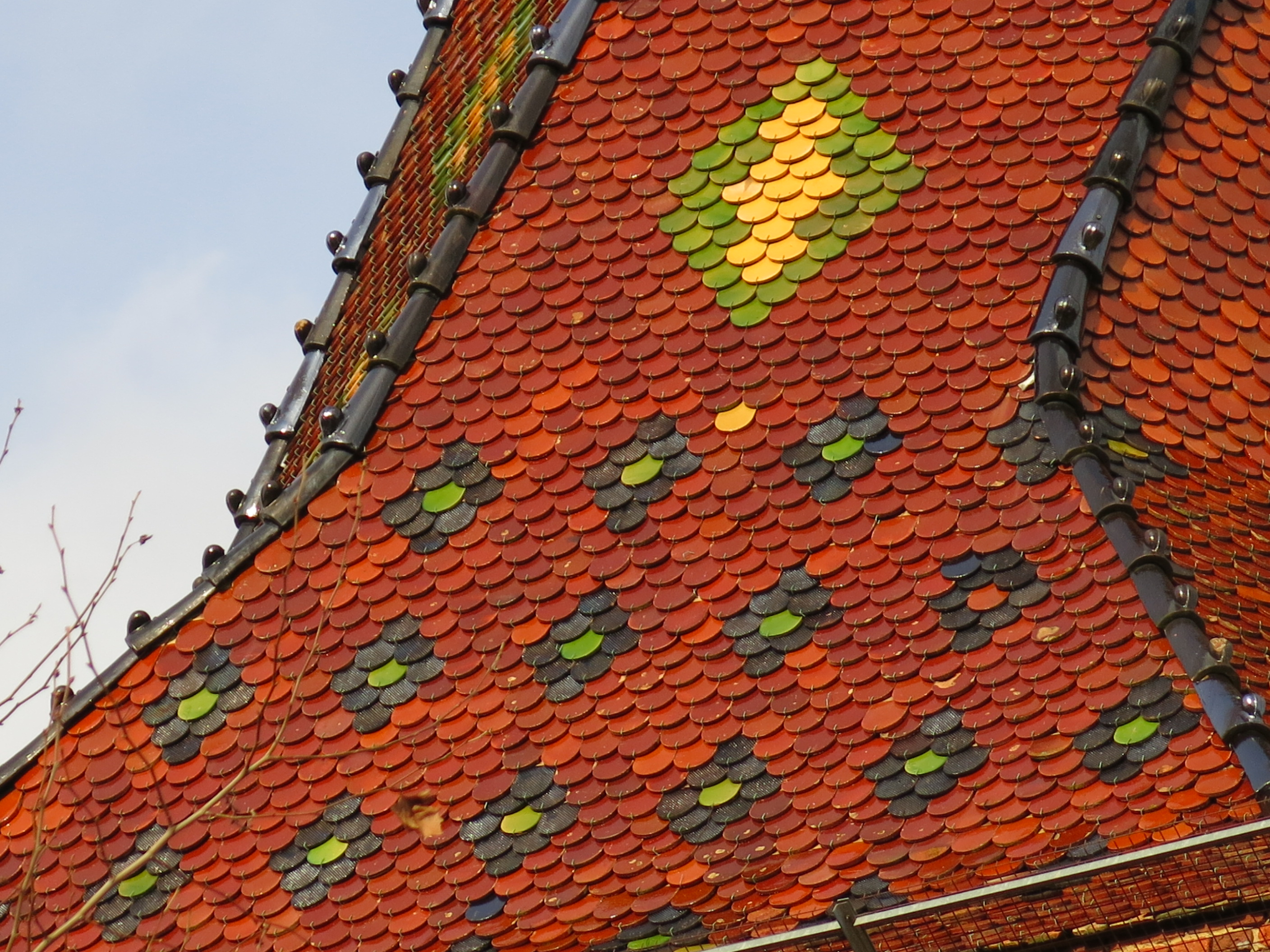